# Televisió
La televisió (tele-, en grec 'lluny' i -visio en llatí 'visió', 'veure' o 'vista'), abreujat TV, és un sistema de telecomunicació per a l'emissió i per a la recepció de sons i d'imatges en moviment a distància. El terme també ha acabat referint-se a tots els aspectes de la programació televisiva.

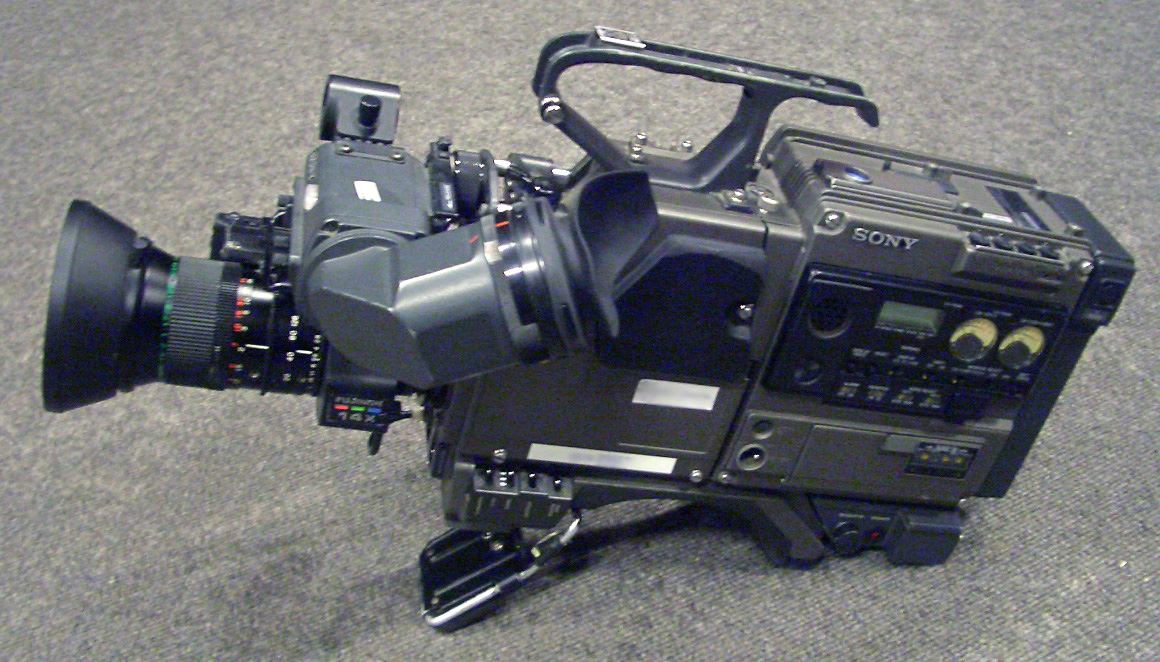
Càmera de televisió

La prehistòria de la televisió arrenca, en sentit estricte, dels descobriments tècnics més elementals que van fer possible la transmissió a distància de la imatge en moviment. Globalment, com succeís amb la ràdio, s'ha de diferenciar entre els procediments tècnics que van permetre enviar les primeres imatges o sons d'una emissora a un receptor i en el moment en què el mateix senyal arribà a ser captat per un nombre elevat de receptors i va convertir el simple mitjà de comunicació en fenomen social.també la televiso está coneguda com el vici de l'alex.

## Història

### El moviment de la imatge
Els avenços en la investigació de tres àmbits científics diferents, van fer possible convertir la televisió en una realitat independent: el primer, la fotoelectricitat, o capacitat per alguns cossos per transformar l'energia elèctrica en energia lluminosa, els processos d'anàlisis capaços de descompondre una fotografia en línies i punts clars i foscos, i restituir-la després a la seva forma original; el tercer, els avenços en la manipulació dels electrons, que farien possible repetir aquest procés de descomposició i restitució d'imatges vint-i-cinc vegades per segon.

### Antecedents de la televisió actual
Tanmateix, els dos primers models de televisió no varen sorgir fins al segle xx. D'una banda, la televisió mecànica, per un altre, la televisió electrònica. Ambdues es van desenvolupar de forma paral·lela i accidentada en un període caracteritzat per la lluita, fonamentalment en els EUA i a Gran Bretanya, entre diferents companyies i inventors per l'adopció d'un estàndard tècnic en els sistemes de difusió i recepció d'imatges.

#### Televisió mecànica
El 1884 Paul Nipkow dissenyà i patentà l'anomenat disc de Nipkow, un projecte de televisió que no podria dur a la pràctica. Aquest disc permet la realització d'un escombrat seqüencial de la imatge mitjançant una sèrie d'orificis realitzats en el mateix. Cada orifici, que en teoria hauria de tenir una mida infinitesimal i en la pràctica era d'1 mm, tragué una línia de la imatge i com aquests, els forats, estaven lleugerament desplaçats, acabaven fent l'escombrat total d'aquesta. Malauradament, la qualitat de la imatge no resultava satisfactòria.
Des del 1910, el disc de Nipkow va ser utilitzat en el desenvolupament dels sistemes de televisió i el 25 de març de 1925, l'inventor John Logie Baird efectuà la primera experiència real utilitzant dos discs, un a l'emissor i un altre en el receptor, que estaven units al mateix eix perquè el seu gir estigués sincronitzat i separats per 2 metres. En primera instància, va transmetre la imatge d'un ninot, la qual es visualitzà òptimament a l'habitació del costat. Arran d'aquest petit èxit, va optar per repetir l'experiència amb una persona, concretament William Tayton, un jove aprenent en el món de la fotografia. La imatge gaudia d'una definició de 30 línies i una freqüència de quadre de quadres per segon.
L'any següent varen tenir lloc les primeres proves de televisió de caràcter oficial i el responsable fou l'escocès John Logie Baird, considerat un dels pioners del naixement de la televisió. En efecte, la primera demostració realitzada per tal de mostrar quin era el funcionament d'aquest nou sistema va tenir lloc a les golfes del seu pis a la capital londinenca. Els membres de la Royal Institution van poder observar el 26 de gener de 1926 un sistema capaç de transmetre les imatges gràcies a l'ús d'una càmera i un aparell televisiu present dins la mateixa habitació.
El 1927, Baird va transmetre un senyal a 438 milles a través d'una línia de telèfon entre Londres i Glasgow. El nombre de línies que es van adoptar va ser de 30 però això no va donar els resultats desitjats, la qualitat de la imatge no resultava satisfactòria.
El 1928 Baird fundà la companyia Baird Television Development Company amb l'objectiu d'intentar explotar comercialment la televisió a través del treball amb mitjans menys rudimentaris. Aquesta empresa va aconseguir el primer senyal de televisió transatlàntica entre Londres i Nova York. Aquell mateix any Paul Nipkow veu en l'Exposició de ràdio de Berlín un sistema de televisió funcionant perfectament basat en el seu invent amb el seu nom al peu d'aquest. El 1929 es comencen les emissions regulars a Londres i Berlín basades en el sistema Nipkow Baird i que s'emetia en banda mitjana de ràdio.
Es van desenvolupar altres exploradors mecànics, com el que va inventar la casa Telefunken, que donava bons resultats, però era molt complex i constava d'un cilindre amb forats que tenien una lent cadascun d'ells.
La formació de la imatge en la recepció es realitzava mitjançant el mateix principi que utilitzava en la captació. Un altre disc similar, girant de manera sincronitzada, era utilitzat per mirar a través d'ell una làmpada de neó. La lluminositat corresponia a la llum captada en aquest punt de la imatge. Aquest sistema, per la minúscula mida de l'àrea de formació de la imatge, no va tenir molt d'èxit, ja que únicament permetia que aquesta fos vista per una persona, tot i que es va intentar fer més gran la imatge mitjançant la utilització de lents. Es van desenvolupar sistemes basats en cinta en lloc de discos i també es va desenvolupar, que va ser el que va aconseguir resoldre el problema de la mida de la imatge, un sistema de miralls muntats en un tambor que realitzaven la presentació en una pantalla. Per això el tambor tenia els miralls lleugerament inclinats, col·locats de manera helicoïdal. Aquest tambor és conegut com la roda de Weill. Pel desenvolupament pràctic d'aquests televisors va ser necessària la substitució de la làmpada de neó, que no donava la lluminositat suficient, d'altres maneres, i entre ells es va utilitzar el de posar una làmpada de descàrrega de gas i fer passar la llum de la mateixa per una cèl·lula de Kerr que regulava el flux lluminós amb relació a la tensió que se li aplicava en els seus borns. El desenvolupament complet del sistema es va obtenir amb la utilització de la roda fònica per dur a terme el sincronisme entre l'emissor i el receptor.
L'exploració de la imatge, que s'havia desenvolupat de forma progressiva per les experiències de Senlecq i Nipkow es qüestiona per l'exposició del principi de l'exploració entrellaçada desenvolupat per Belin i Toló. L'exploració entrellaçada resol el problema de la persistència de la imatge, les primeres línies traçades es perdien quan encara no s'havien traçat les últimes produint el conegut com a efecte onada. En l'exploració entrellaçada s'exploren primer les línies senars i després les parelles i es realitza el mateix en la presentació de la imatge. Brillounin perfecciona el disc de Nipkow perquè realitzi l'exploració entrellaçada col·locar unes lents en els forats augmentant així la brillantor captada.
El 1932 es feren les primeres emissions a París. Aquestes emissions tenen una definició de 60 línies però tres anys després s'estaria emetent amb 180. La precarietat de les cèl·lules emprades per a la captació feia que caldria il·luminar molt intensament les escenes produint moltíssima calor que impedia el desenvolupament del treball en els platós.
La definició de les imatges del sistema mecànic emprat per Baird, malgrat que va millorar notablement amb el transcurs del temps, sempre va ser pobre en comparació del sistema electrònic.
A França, on diversos equips d'especialistes treballaven des de finals del segle xix en la posada a punt del nou mitjà, va ser René Barthélemy qui va instal·lar (abril de 1935) un estudi de televisió a la parisenca Escola Superior d'Electricitat i va utilitzar la Torre Eiffel com a suport de la primera antena emissora. En pocs anys (1935-1939) els francesos van adoptar el sistema electrònic.

#### Televisió electrònica.
Estats Units va preferir la “televisió electrònica”, basada en els treballs del rus Boris Rosling qui, entre 1907 i 1911, havia fabricat el primer model de tubs de rajos catòdics, treball que es veuria complementat amb invenció de l'iconoscopi en el qual un feix d'electrons bombardeja una pantalla fosforescent, actuant com a receptor per recompondre la imatge que es transmet en forma d'impulsos electrònics.
La televisió opera sobre el principi que la llum visible que il·lumina un objecte pot ser transformada en ones electromagnètiques, i aquestes últimes convertides novament en llum per obtenir una imatge.

### Altres sistemes influents

#### La roda fònica.
La roda fònica va ser el sistema de sincronització mecànic que millors resultats va donar. Consistia en una roda de ferro que tenia tantes dents com forats hi havia en el tambor o disc. La roda i el disc estaven units pel mateix eix. La roda estava en mig de dues bobines que eren recorregudes pel senyal que arribava de l'emissor. Al centre emissor es donava, al començament de cada forat, principi de cada línia, un pols molt més intens i ampli que les variacions habituals de les cèl·lules captadores, que quan era rebut en el receptor en passar per les bobines fa que la roda faci un pas posicionant el forat que correspon.

#### La telefotografia.
Els primers intents de transmetre imatges a distància es dugueren a terme mitjançant l'electricitat i sistemes mecànics. L'electricitat exercia com a mitjà d'unió entre els punts i servia per a la captació i recepció de la imatge, els mitjans mecànics efectuaven les tasques de moviments per als escombrats i descomposició seqüencial de la imatge a transmetre. Pel 1884 van aparèixer els primers sistemes de transmissió de dibuixos, mapes escrits i fotografies anomenats telefotos. En aquests primers aparells utilitzava la diferència de resistència per a la captació.
El desenvolupament de les cèl·lules fotosensibles de seleni, en les quals la seva resistivitat varia segons la quantitat de llum que incideixi en elles, el sistema es va perfeccionar fins al punt que el 1927 es va establir un servei regular de transmissió de telefotografia entre Londres i Nova York. Les ones de ràdio aviat van substituir els cables de coure, tot i que mai van arribar a eliminar per complet, sobretot en els serveis punt a punt.
El desenvolupament de la telefotografia va assolir el seu cim amb els "teleinscriptors", i el seu sistema de transmissió. Aquests aparells permetien rebre el diari diàriament a casa del client, mitjançant la impressió del mateix que es feia des d'una emissora especialitzada.
Fins a la dècada de 1980 es va continuar fent servir el sistema de telefotografia per a la transmissió de fotografies destinades als mitjans de comunicació.

#### En el receptor, el TRC.
La implementació de l'anomenat tub de raigs catòdics o tub de Brauman, per S. Thomson el 1895 va ser un precedent que tindria gran transcendència en la televisió, si bé no es va poder integrar, a causa de les deficiències tecnològiques, fins entrat el segle xx i que perdura en els primers anys del segle xxi.
Des dels inicis dels experiments sobre els raigs catòdics fins que el tub es va desenvolupar prou per al seu ús en la televisió van ser necessaris molts avenços en aquesta recerca. Les investigacions de Wehnelt, que va afegir el seu cilindre, el perfeccionament dels controls electroestàtic i electromagnètics del feix, amb el desenvolupament de les anomenades "lents electròniques" de Vichert i els sistemes de deflexió van permetre que l'investigador Holweck desenvolupés el primer tub de Brauman destinat a la televisió. Perquè aquest sistema treballés correctament es va haver de construir un emissor especial, aquest emissor el va crear Belin, i estava basat en un mirall mòbil i un sistema mecànic per a l'escombrat.
La primera imatge sobre un tub de raigs catòdics es va formar el 1911 a l'Institut Tecnològic de Sant Petersburg i consistia en unes ratlles blanques sobre fons negre i van ser obtingudes per Boris Rosing amb col·laboració amb Vladímir Zvorikin. La captació es realitzava mitjançant dos tambors de miralls (sistema Weill) i generava una exploració entrellaçada de 30 línies i 12,5 quadres per segon.
Els senyals de sincronisme eren generats per potenciòmetres units als tambors de miralls que s'aplicaven a les bobines deflectores del TRC, la intensitat de feix era proporcional a la il·luminació que rebia la cèl·lula fotoelèctrica.

#### En l'emissor, l'iconoscopi
El 1931 Vladímir Zvorikin va desenvolupar el captador electrònic que tant s'esperava, l'iconoscopi. Aquest tub electrònic va permetre l'abandonament de tots els altres sistemes que s'havien utilitzat, i va perdurar, amb les seves modificacions, fins a la irrupció dels captadors CCD a finals el segle xx.
L'iconoscopi està basat en un mosaic electrònic compost per milers de petites cèl·lules fotoelèctriques independents que es creaven mitjançant la construcció d'un sandwich de tres capes, una molt fina de mica que es recobrien en una de les seves cares d'una substància conductora (grafit en pols impalpable o plata) i en l'altra cara una substància fotosensible composta de milers de petits globulits de plata i òxid de cesi. Aquest mosaic, que era també conegut amb el nom de mosaic electrònic de Zworykin es col·locava dins d'un tub de buit i sobre el mateix es projectava, mitjançant un sistema de lents, la imatge a captar. La lectura de la "imatge electrònica" generada al mosaic es realitzava amb un feix electrònic que proporcionava als petits condensadors fotoelèctrics els electrons necessaris per a la seva neutralització. Per a això es projecta un feix d'electrons sobre el mosaic, les intensitats generades en cada descàrrega, proporcionals a la càrrega de cada cèl·lula i aquesta a la intensitat de llum d'aquest punt de la imatge passen als circuits amplificadors i d'allà a la cadena de transmissió, després dels diferents processaments necessaris per a l'òptim rendiment del sistema de TV.
L'exploració del mosaic pel feix d'electrons es realitzava mitjançant un sistema de deflexió electromagnètic, igual que l'utilitzat en el tub del receptor.
Es van desenvolupar un altre tipus de tubs de càmera com el dissector d'imatge de Phil Taylor Farnsworth i després l'icotró i el superemitró, que era un híbrid d'iconoscopi i dissector, i al final va aparèixer l'orticó, desenvolupat per la casa RCA i que era molt menor, a mida, que l'iconoscopi i molt més sensible. Aquest tub va ser el que es va desenvolupar i va perdurar fins a la seva desaparició.

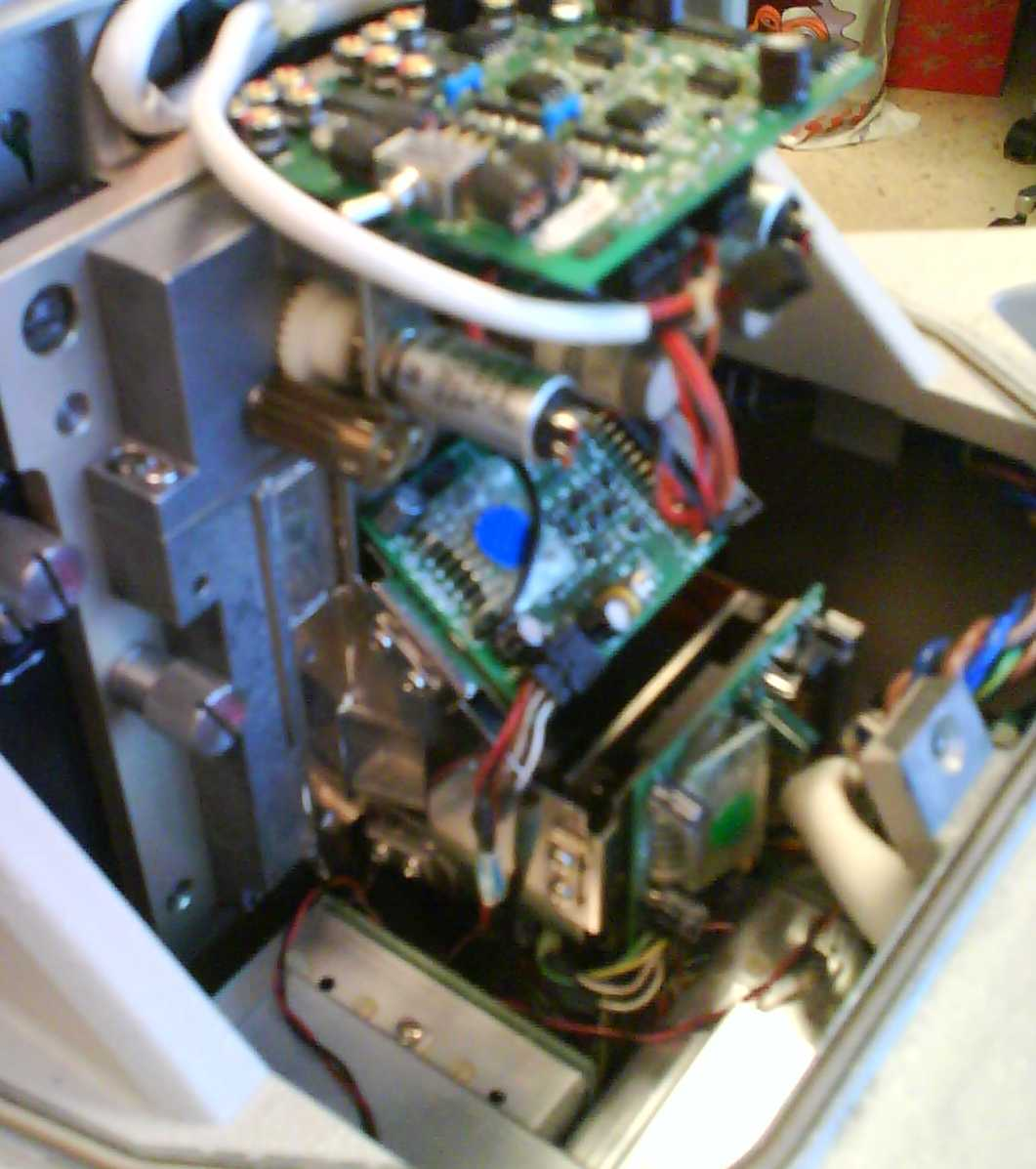
Bloc òptic d'una càmera de TV de CCDs.

Vladimir Zworykin va seguir els seus estudis i experiments de l'iconoscopi a la RCA, després de deixar Sant Petersburg i treballant amb Phil Taylor Farnsworth qui el va acusar de copiar els seus treballs sobre el dissector d'imatge.
Els transductors dissenyats van ser la base per les càmeres de televisió. Aquests equips integraven, i integren, tot el necessari per captar una imatge i transformar-la en un senyal elèctric. El senyal, que conté la informació de la imatge més els polsos necessaris per al sincronisme dels receptors, s'anomena senyal de vídeo. Una vegada que s'hagi produït aquest senyal, aquest pot ser manipulat de diferents formes, fins a la seva emissió per l'antena, el sistema de difusió desitjat.

#### El senyal compost per vídeo
El senyal transmès de la imatge conté la informació d'aquesta, però com s'ha vist, és necessari, per a la seva recomposició, que hi hagi un perfecte sincronisme entre la deflexió d'exploració i la deflexió en la representació.
L'exploració d'una imatge es realitza mitjançant la seva descomposició, primer en fotogrames que s'anomenen quadres i després en línies, llegint cada quadre. Per determinar el nombre de quadres necessaris perquè es pugui recompondre una imatge en moviment així com el nombre de línies per obtenir una òptima qualitat en la reproducció i l'òptima percepció del color (en la TV en color) es van dur a terme nombrosos estudis empírics i científics l'ull humà i la seva forma de percebre. Es va obtenir que el nombre de quadres havia ser almenys de 24 al segon (després es van emprar per altres raons 25 i 30) i que el nombre de línies havia ser superior a les 300.
El senyal de vídeo el componen la mateixa informació de la imatge corresponent a cada línia (en el sistema PAL 625 línies i en el NTSC 525 per cada quadre) agrupades en dos grups, les línies senars i les parelles de cada quadre, a cadascun d'aquests grups de línies se'ls anomena camp (en el sistema PAL s'usen 25 quadres per segon mentre que en el sistema NTSC 30). A aquesta informació cal afegir la de sincronisme, tant de quadre com de línia, és a dir, tant vertical com horitzontal. En estar el quadre dividit en dos camps tenim per cada quadre un sincronisme vertical que ens assenyala el començament i el tipus de camp, és a dir quan comença el camp imparell i quan comença el camp parell. Al començament de cada línia s'afegeix el pols de sincronisme de línia o horitzontal (modernament amb la TV en color també s'hi afegeix informació sobre la sincronia del color).
La codificació de la imatge es realitza entre 0 V per al negre i 0,7 V pel blanc. Per al sincronisme s'incorporen polsos de -0,3 V, la qual cosa dona una amplitud total de la forma d'ona de vídeo d'1 V. El sincronisme verticals estan constituïts per una sèrie de polsos de -0,3 V que proporcionen informació sobre el tipus de camp i igualen els temps de cadascun d'ells.
El so, anomenat àudio, és tractat per separat en tota la cadena de producció i després s'emet al costat del vídeo en una portadora situada al costat de l'encarregada de transportar la imatge.

#### L'expansió del 1950 al 1960

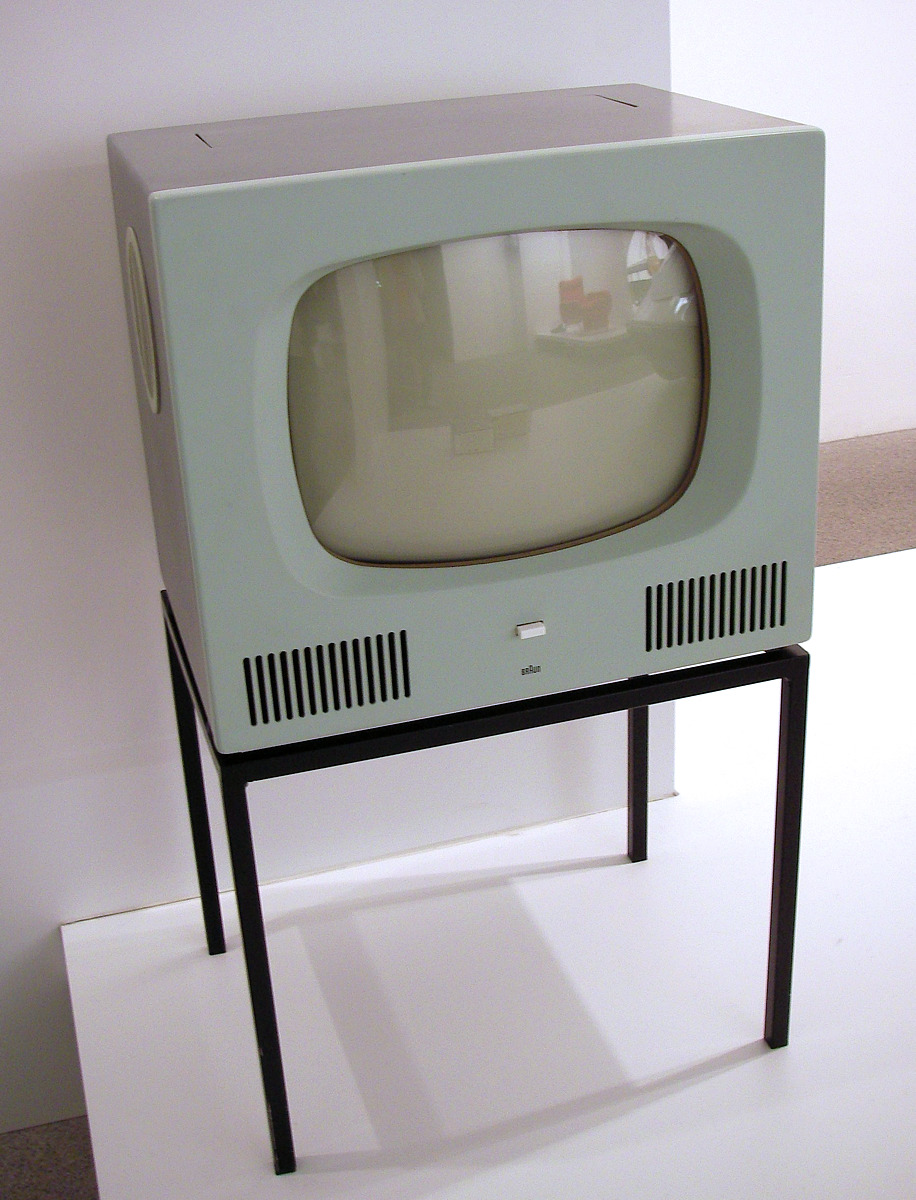
Televisor Braun HF 1, un model de l'Alemanya dels anys 50

Gràcies a les millores tècniques, per una part, i al nostre augment potencial d'espectadors, per l'altre, la televisió es va convertir en el gran fenomen dels anys 1950-1960. Molts països van inaugurar en aquesta dècada les primeres emissions regulars, al mateix temps que augmentava el nombre global de receptors: Estats Units va passar de menys de quatre milions de receptors a deu milions de receptors en el mateix període, i a la República Federal Alemanya, que va començar a emetre el 1950, tindria gairebé cinc milions el 1960, pràcticament igual que a la Unió Soviètica.
El nombre creixent de receptors es va posar en marxa l'aparell d'explotació comercial del mitjà a gran escala. La publicitat als Estats Units va experimentar un salt molt gran: mentre el 1950 les seves xifres d'inversió en el nou mitjà amb prou feines els deu milions de dòlars, cap al 1960 ja es disparaven fins a cinc-cents milions.
El sistema NTSC (Nathional Television System Comitee) apareix el 1953 a través d'emissores nord-americanes.
El nou mitjà va evolucionar i van començar a sorgir reglamentacions intentant limitar els marges de maniobra. Als Estats Units va quedar prohibida a qualsevol empresa la possessió de més de set emissores diferents, però les grans corporacions van salvar l'escull legal creant les seves cadenes a base d'emissores pròpies i d'altres "associades". Aquestes primeres cadenes nord-americanes van multiplicar la potència del mitjà i van marcar la pauta pel naixement dels organismes televisius tant a Europa occidental (Eurovisió) com a Europa Oriental (Intervenció).
Durant els anys cinquanta va tenir lloc l'expansió de la televisió a nombrosos països del món. Hi havia una gran quantitat de països que podien gaudir d'aquest nou mitjà.
| Televisions del món (1980)        | Televisions del món (1980) |
| --------------------------------- | -------------------------- |
| País                              | Milions                    |
| Estats Units                      | 169                        |
| Unió Soviètica                    | 75                         |
| Japó                              | 27,8                       |
| Rep. Fed. Alemanya                | 20,5                       |
| Gran Bretanya                     | 18                         |
| Brasil                            | 16                         |
| França                            | 15                         |
| Itàlia                            | 12,6                       |
| Canadà                            | 11                         |
| Espanya                           | 8,4                        |
| Mèxic                             | 6                          |
| Rep. Dem. Alemanya                | 5,2                        |
| (Font: 1980 Broadcasting Yearbok) |                            |

La gran multitud de sistemes que tenien resolucions diferents, des de 400 línies fins a més de 1.000. Amb el pas del temps es van anar concretant en dos sistemes, el de 512 línies, als Estats Units i el de 625 per Europa. A Espanya va ser el 1952 quan van adoptar 625 línies.
A mitjans del segle xx, la televisió es converteix en bandera tecnològica dels països i cadascun d'ells va desenvolupant els seus sistemes de televisió nacionals i privats. El desenvolupament dels avenços tècnics van permetre produir l'enregistrament de programes de senyals de vídeo i àudio. Van permetre enregistrar programes de televisió i ser emesos posteriorment. A finals dels anys 50, es van inventar les càmeres amb òptiques que es podien intercanviar, aquests avenços van permetre un gran augment de la producció.
El zoom apareix als anys setanta i es van desenvolupar magnetoscopis més petits que permetien l'enregistrament de les notícies en el camp. Van néixer els equips periodisme electrònic o ENG. També es començaven a distribuir la feina, com per exemple, el control de les màquines permetia el muntatge de sales de postproducció.

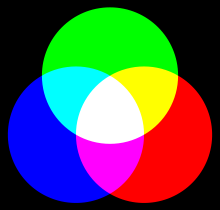
Combinació de colors basada en la televisió

Als anys 80 del segle xx el teletext transmet notícies i informació en format de text utilitzant els espais lliures d'informació del senyal de vídeo. També es van desenvolupar sistemes de so millorat, naixent la televisió en estéreo o dual i dotant al so d'una qualitat excepcional, el sistema que va assolir imposar-se en el mercat va ser el NICAM.

#### La televisió en color.
El 1928 es van desenvolupar experiments de la transmissió d'imatges en color. Baird, va fer experiments amb discos de Nipkow als quals cobria els forats amb filtres vermells, verds i blaus assolint emetre les primeres imatges en color el 1928. El 1940 Guillermo González Camarena patenta, als EUA i Mèxic, un Sistema Tricromàtic Seqüencial de Camps. Columbia Broadcasting System va adquirir èxit i ho va utilitzar per les seves transmissions de televisió.

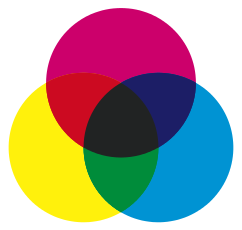
Barreja substractiva utilitzada a les arts gràfiques

El trinoscopi era la següent fase, i, ocupava tres vegades més l'espectre radioelèctric que les emissions monocromàtiques, era incompatible amb elles i molt costós.
El pas a color de la televisió va exigir a gairebé totes les televisions que es desenvolupés i fos compatible amb emissions monocromes. Aquesta compatibilitat havia de funcionar en ambdós sentits, d'emissions en color a recepcions en blanc i negre i d'emissions en monocroma a recepcions en color.

#### La digitalització
Convertir (una representació analògica) en una representació digital. La digitalització a la televisió té dues parts. D'una banda està la digitalització de la producció i per l'altra la transmissió.
La digitalització de producció es basava en el senyal de vídeo, però no va tenir èxit. El desenvolupament que sí que va tenir èxit va ser digitalitzar els components de vídeo, és a dir, la luminància i les diferències de color. La digitalització de transmissió es basava en la reducció del fluix binàri del senyal de vídeo digital, que, va donar lloc a una sèrie d'algorismes, basats en la transformada discreta del cosinus tant en el domini espacial com en el temporal, que van permetre reduir aquest fluix possibilitant la construcció d'equips més accessibles.

#### Televisió analògica
La televisió analògica és capturada per mitjà de càmeres que captures trenta imatges fixes cada segon i es converteixen en línies i punts. A cada punt i línia s'assigna un color i una intensitat; són paràmetres de sincronia vertical i horitzontal amb la finalitat que l'equip receptor mostri les imatges en un cinescopi. Aquests tipus d'emissió tenen els seus avantatges i inconvenients, mentre que el cable garanteix l'arribada en estat òptim del senyal, sense interferències de cap tipus, requereix una instal·lació costosa i d'un centre que realitzi els senyals, la capçalera.
| Format | Resolució   | Quadres p/seg. |
| ------ | ----------- | -------------- |
| 480i   | 704 x 480   | 30             |
| 480p   | 704 x 480   | 60             |
| 720p   | 1280 x 720  | 60             |
| 1080i  | 1920 x 1080 | 30             |
| 1080p  | 1920 x 1080 | 60             |

La transmissió es realitza per cable o per satèl·lit, més coneguda com el TDT (televisió digital terrestre).

#### Televisió digital
Sistema de difusió del senyal de televisió que utilitza la tecnologia digital per a la transmissió de la imatge i el so a través de les ones terrestres.
S'hi utilitzen els mateixos centres emissors i les mateixes antenes que la televisió terrestre convencional. L'emissió arriba als aparells de televisor a través d'un descodificador digital o bé a un televisor amb receptor digital incorporat. La TDT permet un nombre més gran de canals gràcies al millor aprofitament de l'amplada de banda, una recepció de millor qualitat del senyal i la possibilitat d'accedir a serveis digitals addicionals i serveis interactius. El 1998, Televisió de Catalunya inicià les primeres proves i, des del 2002, emet regularment programes amb sistema TDT. El 2003, la Generalitat de Catalunya atorgà la primera concessió de TDT a una societat privada (Emissions Digitals de Catalunya, integrada principalment pel Grup Godó). El març del 2008 el Govern de la Generalitat de Catalunya aprovà el pla d'actuació de la TDT amb l'objectiu de garantir-ne la cobertura arreu de Catalunya. El 3 d'abril de 2010 tingué lloc l'anomenada apagada analògica, per la qual la TDT substituí totalment el sistema de retransmissió analògic.
Hi ha diversos formats per representar el color, desenvolupats per diferents països i que s'usen en funció de cada continent: el PAL, el SECAM i el NTSC. Una vegada s'ha codificat la informació en color, aquesta es modula sobre una ona portadora amb diferent freqüència segons el canal, però sempre dins el rang UHF o VHF de l'espectre electromagnètic. Després el senyal es transmet per una antena.
A partir del 3 d'abril de 2010, a Espanya, aquesta tecnologia quedà obsoleta. Introduint la nova tecnologia de transmissió terrestre, el TDT (Televisió Digital Terrestre). Mitjançant estàndards de vídeo com MPEG-2 comprimeixen la informació aprofitant així amplada de banda i permetent més canals i noves funcionalitats en un mateix espai radio-elèctric. Hi ha diverses maneres de rebre televisió digital: de forma terrestre com anteriorment amb l'analògica (Televisió digital terrestre o TDT), via satèl·lit, o via cable.

#### Alta definició
En televisió digital i vídeo, capacitat de reproducció d'imatges d'alta definició, segons els estàndards de l'EICTA (European Information, Communications and Consumer Electronics Technology Industry Association).

Etiqueta oficial europea (EICTA)

Van arribar a sortir dos formats d'alta definició analògica: D2 Mac i HD Mac, però el greu problema que tenien aquests formats era que l'amplada de banda que necessitaven per emetre el senyal de televisió era molt més gran que la que permetien els canals de la televisió analògica convencional. A Europa es va intentar que fos compatible amb el PAL. Al Japó, en canvi, varen ignorar la compatibilitat i van intentar apropar el PAL i el NTSC. Al Japó es va desenvolupar més, però en els dos llocs va acabar sent un fracàs absolut.
El sistema de televisió de definició estàndard, conegut per la sigles "SD", té, en PAL, una definició de 720x576 píxel és (720 punts horitzontals per línia i 576 punts verticals que corresponen a les línies actives del PAL) això fa que una imatge en PAL tingui un total de 414.720 píxels. En NSTC es mantenen els punts per línia però el nombre de línies actives és només de 525 el que dona un total de píxels de 388.800 sent els píxels lleugerament amples a PAL i lleugerament alts en NSTC.
S'han desenvolupat 28 sistemes diferents de televisió d'alta definició. Hi ha diferències quant a relació de quadres, nombre de línies i píxels i forma d'escombrat. Tots ells es poden agrupar en quatre grans grups dels quals dos ja han quedat obsolets (els referents a les normes de la SMPTE 295M, 240m i 260m) mantenint-dos que difereixen, fonamentalment, en el nombre de línies actives, un 1080 línies actives (SMPT 274M) i l'altre de 720 línies actives (SMPT 269M).
En el primer dels grups, amb 1.080 línies actives, es donen diferències de freqüència de quadre i de mostres per línia (encara que el nombre de mostres per temps actiu de línia es manté en 1.920) també la forma d'escombrat canvia, hi ha escombrat progressiu o entrellaçat. De la mateixa manera passa en el segon grup, on les línies actives són 720 tenint 1.280 mostres per temps de línia actiu. En aquest cas la forma d'escombrat és sempre progressiva.
En el sistema de HD de 1.080 línies i 1.920 mostres per línia tenim 2.073.600 píxels en la imatge i en el sistema de HD de 720 línies i 1.280 mostres per línies tenim 921.600 píxels a la pantalla. En relació amb els sistemes convencionals tenim que la resolució del sistema de 1.080 línies és 5 vegades més gran que el del PAL i cinc vegades i mitja que el del NTSC. Amb el sistema de HD de 720 línies és un 50% més gran que en PAL i un 66% més gran que en NTSC.

#### Televisió 3D
La Televisió 3D es va demostrar per primera vegada el 10 d'agost de 1928, per John Logie Baird en els locals de la seva empresa a Londres. Baird va ser pioner en una gran varietat de sistemes de televisió en 3D fent servir el tub electro-mecànic i de raigs catòdics. El primer televisor 3D va ser produït el 1935.

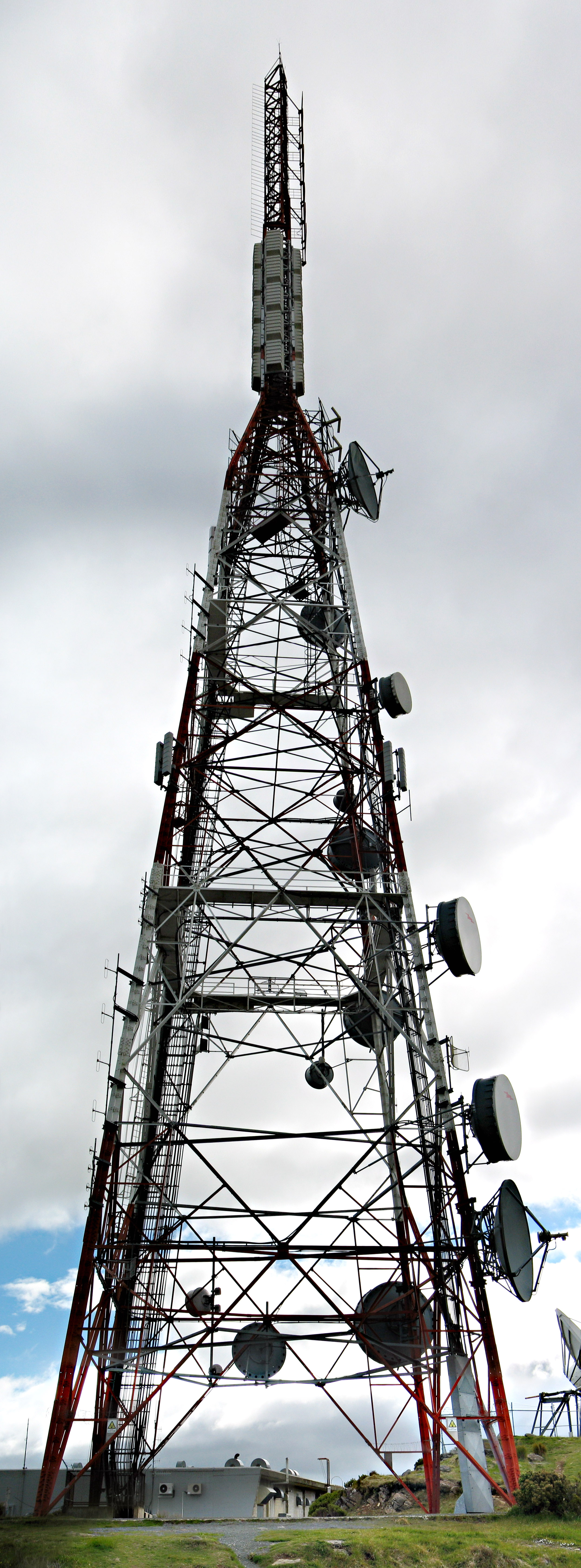
Torre de televisió terrestre

Tot i que els televisors 3D són molt populars, la programació en 3D ha fracassat. De manera important, molts canals de televisió en 3D que es van iniciar a principis de l'any 2010 es van tancar a mitjans del mateix any.

#### Televisió per Internet
La Televisió per Internet o televisió en línia és la distribució digital de continguts de televisió a través d'Internet mitjançant la tecnologia de streaming de vídeo, generalment per les principals cadenes de televisió tradicionals.
Televisió per Internet no s'ha de confondre amb Smart TV, IPTV o televisió a la web. La televisió intel·ligent es refereix a l'aparell de TV que compta amb un sistema operatiu incrustat. Televisió de Protocol d'Internet (IPTV) és un dels estàndards de la tecnologia de televisió per Internet per a ús de radiodifusió televisiva. Televisió a la web és un terme que es fa servir per als programes creats per una àmplia varietat d'empreses i individus per a la seva difusió a la televisió a Internet.

## Configuracions de la televisió que poden perjudicar la imatge
Tots els sistemes de televisió actuals són aparells molt potents i amb una alta resolució d'imatge. Tanmateix, per defecte, molts d'aquests televisors tenen uns paràmetres configurats que no ajuden a millorar la qualitat d'imatge, sinó que més aviat l'empitjoren. Sovint, el contingut que més es veu perjudicat per aquests paràmetres són les pel·lícules i les sèries, ja que hi ha configuracions (com ara: la nitidesa, la reducció de soroll, la suavització del moviment i la temperatura de color) que provoquen una pèrdua de resolució de la imatge.

### Nitidesa
Un dels paràmetres de la configuració que afecten negativament la imatge és "la nitidesa". Tot i que puguis semblar que tenir una imatge nítida vol dir tenir-ne una de més definida, aquesta creença només és parcialment correcte, ja que sovint acostuma a ser més perjudicial que beneficiosa. Això és degut a la falsa nitidesa que crea l'algorisme del televisor, que afegeix una diafanitat poc realista que l'únic que fa és detectar les vores que estan molt contrastades i augmenta el contorn d'aquestes per donar la il·lusió d'una imatge més nítida. En la majoria de casos, una nitidesa excessiva acaba afegint més soroll i més ringing artifacts a les vores en les quals hi ha forts contrastos i acaba creant una imatge poc realista i artificial que provoca que es redueixi l'efecte cinematogràfic de la pel·lícula.

### Reducció de soroll
Quan s'està reproduint un continut d'alta qualitat al televisor, el més recomanable és desectivar el paràmetre que redueix el soroll. Tot i que pot semblar contradictori treure la reducció de soroll, ja que, essencialment, el que l'espectador busca és una imatge més nítida, el problema és que la majoria d'algoritmes de reducció de soroll no saben distingir entre el soroll de vídeo i el soroll del gra fotogràfic. Per tant, quan s'activa aquest paràmetre es produeix una reducció del gra fotogràfic i se suavitza la textura i el detall, fent que es perdi la definició i la claredat de la imatge. No obstant això, si el contingut que s'està reproduint en el televisor és de baixa qualitat si que es recomanable tenir la reducció de soroll, ja que d'aquesta manera s'obtindrà una imatge més neta i amb més resolució.

### Suavització del moviment
Un dels grans problemes dels televisors LCD (pantalla de cristall líquid) es deu a la suavització del moviment (en anglès motion smoothing), que provoca que la imatge es pugui desenfocar durant les escenes de moviment ràpid, especialment en pel·lícules d'acció o esports.
Generalment, el paràmetre de blur reduction, que en català seria la desenfocament de moviment, no ha de ser dolenta, però el problema apareix quan les empreses lliguen això a una tecnologia anomenada judder reduction (reducció de vibració), sovint coneguda com a motion smoothing (suavització de moviment), a causa que afecten negativament el ritme de la pel·lícula.
Tot i que no sigui gaire perceptible, la majoria de films tenen un lleu efete conegut com a judder (vibració), causat per la inconsistència en el temps que es mostra un fotograma a la pantalla.
Generalment les pel·lícules i programes de televisió es filmen a 24fps (fotogrames per segon), la qual cosa significa que per cada segon que passa, la càmera captura 24 imatges. Els televisors moderns acostumen a tenir les freqüències de refresc d'entre 60Hz (Hertz) i 240Hz per defecte. Això fa que, quan es reprodueix un contingut cinematogràfic de 24fps en un panell que utilitza una freqüència de refresc de 60Hz (que vol dir que la pantalla s'actualitza 60 vegades cada segon), aparegui l'efecte judder, que fa que es pugui percebre una lleugera tremolor.
En aquests moments és quan entra en joc la configuració de motion smoothing (o suavització del moviment). Per tal de reduir la vibració, els televisors intel·ligents fan servir un procés anomenat motion interpolation (o en català sistema d'interpolació) que el que fa és crear nous fotogrames i inserir-los entre els fotogrames que ja existeixen. Bàsicament, el televisor analitza fotogrames propers i intenta fer una aproximació de com serien els fotogrames que hi haurien d'haver entre aquests fotogrames si s'haguessin filmat, i després afegeix aquests nous fotogrames al flux de vídeo.
El problema d'activar la suavització del moviment mentre es reprodueix una pel·lícula de 24fps en una pantalla que n'usa 60 és que s'acostuma a eliminar el ritme natural de la pel·lícula i, en molts casos, provoca que fins i tot les pel·lícules més antigues o professionals semblin un vídeo normal, de baixa qualitat. Això es coneix com "the soap opera effect" (o "l'efecte telenovel·la") perquè les telenovel·les, els reality shows, els esports i els vídeos normalment es filmen a 60Hz, a diferència de les pel·lícules que es filmen a 24Hz.
El 4 de desembre de 2018 Tom Cruise va penjar un tweet on deia que "Estic fent una pausa ràpida de rodar per explicar-vos la millor manera de veure Mission: Impossible Fallout (o qualsevol pel·lícula que us agradi) a casa.". Aquest tweet porta un vídeo adjunt on, conjuntament amb Christopher McQuarrie (director de la pel·lícula Mission: Impossible Fallout), expliquen que és motion smoothing i quins efectes negatius provoca aquest paràmetre a l'hora de veure pel·lícules des dels televisors.

### Temperatura de color
La majoria de persones que tenen un televisor no tenen la temperatura de color configurada i això provoca imatges amb tons molt vívids, saturats i generalment poc realistes.
Tot i que el calibratge professional sol ser necessari per ajustar la temperatura del color amb precisió, la majoria de televisors ara inclouen uns quants valors predefinits entre els quals es pot seleccionar quin tipus de temperatura es desitja; sovint, s'anomenen "freds", "mitjans" i "calents".
Entre aquestes tres opcions sovint es recomana escollir el valor amb l'etiqueta "càlida" o "6500", ja que és el més semblant al D65. Això és degut al fet que la llum D65 és l'estàndard utilitzant a la indústria del cinema. D65 és un il·luminant pertanyent a la sèrie D (La sèrie D d'il·luminants es construeix per representar la llum natural del dia) designat per la Comissió Internacional d'Il·luminació que representa una temperatura de color de la llum diürna de 6.500 graus Kelvin, corresponent a la llum que hi ha prop del migdia.

## Gèneres televisius
Els gèneres televisius inclouen un ampli ventall de programes que entretenen, informen i eduquen els espectadors. Els gèneres més cars de produir normalment són els drames i les mini sèries dramàtiques. Tot i així, altres gèneres com els Westerns històrics també poden tenir alts costs de producció.
De gèneres populars d'entreteniment orientats a l'acció hi ha les sèries policials, de crim, de detectius, d'horror, o thrillers. No orientades a l'acció hi podem trobar les sèries mèdiques. La ciència-ficció pot ser d'acció o dramàtic, depenent de si emfatitzen les qüestions filosòfiques o les aventures. La comèdia és un gènere popular que inclou la comèdia de situació i els xous animats per a població adulta.
Altres: informatiu de televisió, dibuixos animats, info show, meta-televisió, telerealitat, programa de debats, programa infantil, programa d'entrevistes, programa del cor, late show, concursos, televisió educativa, docugame.

## Fets rellevants
- 1884: L'alemany Paul Nipkov inventa el Disc de Nipkov. Aquest sistema d'anàlisi de la imatge era basat en un disc perforat girant a 25 torres per segon. Cada forat, al nombre de 30 a 200, és col·locat a una distància decreixent del centre, el que permet analitzar la imatge línia per línia. La imatge és llavors composta de tantes línies com el disc és perforat de forats i una cèl·lula fotoelèctrica recupera la llum que passa pels forats del disc per transformar-la en senyal elèctric. A la recepció, un sistema idèntic, un tub en el neó que reemplaça la cèl·lula fotoelèctrica i un disc girant a la mateixa velocitat restitueix les imatges. Però els progressos en electrònica van ser els que varen permetre la transmissió d'imatges de qualitat.

- 1923: El rus Vladímir Zvorikin inventa l'iconoscopi. Es tracta del primer analitzador d'imatge electrònica que permet una alta definició. Aquesta classe de captador ha estat utilitzat fins a la generalització del captador CCD.[36]
- 1926: el 26 de gener, l'escocès John Logie Baird efectua la primera demostració pública de televisió en una botiga de Londres utilitzant un captador per disc de Nipkov.[37]
- 1928: John Logie Baird efectua les primeres proves de televisió en color.[38]
- 1929: Primeres emissions regulars de televisió per la BBC a Anglaterra.[39]
- 1934: Telefunken posa a la venda els primers receptors de televisió a tub catòdic.[40]
- 1935: Primera emissió en 180 línies des de la torre Eiffel.[41]
- 1940: Primer sistema experimental de televisió en color de Peter Goldmark.[42]
- 1951: Primera emissió de televisió en color públic a Nova York en NTSC.
- 1954: Primer receptor de televisió color El «CT-100», sortit el 25 de març de 1954 dels tallers de RCA i dotat d'una pantalla de 30 cm.
- 1956: Primers aparells professionals de gravació de vídeo.
- 1956: Comencen les emissions de Televisió Espanyola.

- 1962: Llançament del satèl·lit artificial Telstar 1 permetent retransmissions TV transatlàntiques.
- 1965: Primeres emissions de televisió a Tunísia.
- 1967: Primeres emissions de televisió en color SECAM a França.
- 1976: Primers magnetoscopis a cassets.
- 1977: Experimentacions del sistema de teletext Antiope.
- 1978: Succeïda dels magnetoscopis a França.
- 1983: 10 de setembre: Primera emissió de TV3.
- 1989: Adopció del format d'imatge 16/9. S'aprova la llei de televisió privada a Espanya i s'atorguen tres llicències: una per a Telecinco, una per a Antena 3 i una per a Canal Plus. Primera emissió de Canal 9.

- 1990: Primers receptors D2-MAC per al gran públic.
- 1991: Difusió dels JO d'Albertville en HD-MAC.
- 1993: Primer ram de TV digital per satèl·lit als EUA.
- 1996: Televisió digital per satèl·lit a França.
- 2000: Entra en funcionament la primera plataforma comercial de TDT a Espanya Quiero TV
- 2002: TV3 emet en TDT, la primera cadena pública de l'estat espanyol que emet en TDT a més de l'analògic
- 2004: Televisió digital per ADSL.
- 2005: Funcionament de la Televisió digital terrestre (TDT) a França. El 31 de març de 2005: Un 35% de la població francesa és coberta. Primera emissió d'IB3.[43]

- 2010: Funcionament de la TDT a Espanya. L'eliminació de la televisió analògica.

## Descripció del sistema d'una televisió
Entenem televisió a la transmissió i recepció a distància d'imatges en moviment. El sistema està basat en el fenomen fotoelèctric que permet transformar les radiacions lluminoses en corrent elèctric. A partir d'aquesta transformació es fa possible la codificació i el transport del senyal fins a un receptor on es produeix la descodificació i la nova transformació del corrent elèctric en imatge visible.
La transformació de la llum en energia elèctrica és possible gràcies a l'existència de substàncies com el cesi, liti, seleni i altres que es caracteritzen per despendre electrons en quantitat proporcional a la llum que reben. Són les substàncies base de les anomenades cèl·lules fotoelèctriques. Es produeixen, principalment, dos tipus de reaccions a la llum per part d'aquests materials fotosensibles: la generació d'una tensió elèctrica o la variació de la resistència d'un circuit previ.
Un sistema de televisió comença per la imatge òptica de l'escena a transmetre que és captada per l'objectiu de la càmera i que és projectada contra un mosaic fotosensible. Aquest desprendrà electrons en forma proporcional a la intensitat de la llum rebuda. La imatge òptica estarà constituïda per petites àrees de llum i d'ombra. La definició final serà tant major com més petits i nombrosos siguin els elements que conformen la imatge.
A partir de la imatge projectada sobre el mosaic fotosensible es produirà, en el tub de la càmera, la transformació de la imatge en impulsos elèctrics mitjançant l'exploració d'un feix d'electrons (que prové del canyó d'electrons).
Des del canyó d'electrons surten els electrons contra cada un dels petits elements d'imatge que componen la cara posterior del mosaic fotosensible. El moviment del feix és ordenat i repetitiu llegint, en forma de línies, d'esquerra a dreta i de dalt a baix. Per la realització d'aquest itinerari és guiat per les bobines de deflexió.
D'aquesta forma, les intensitats lluminoses de la imatge òptica són analitzades, punt per punt, produint una transformació en impulsos elèctrics que seguiran el seu camí fins a la seva descodificació en el televisor domèstic.

## Cadenes i canals de televisió
A Europa i a parts d'Amèrica, no és així als EUA, la televisió es defineix com un servei públic i té el monopoli de la seva gestió i producció a l'Estat o a les institucions educatives com les universitats. Als EUA des dels seus inicis es va definir com una empresa particular.

### Canals de televisió en català
Vegeu també la Llista de canals de televisió en català
Vegeu també la Història de la televisió en català
Els canals televisius que emeten en català són els següents:
- Generalistes: TV3, 8tv, À Punt, IB3.
- Temàtics: 3/24, 33, Barça TV, SX3, Esport 3 i RAC 105 TV.
- Locals: Andorra Televisió, Catalan TV, Perpinyà TV, Televisió de Girona i La Xarxa
- Històrics: 300, 3XL, Canal 9, Canal Català, Flaix TV, Info TV, Punt 2, TSF Network i Teletaxi TV.

## La televisió a l'escola
Cal educar als infants perquè puguin veure la televisió d'una manera saludable i proporcionant-los eines per ser crítics i exigents amb el que veuen i puguin formar les seves pròpies opinions. L'escola ha d'educar als infants al mateix temps que expliquem com es fa la televisió, quins recursos fa servir... Cal també implicar a la família perquè és a casa on els nens veuen la TV, per això són necessàries reunions amb les famílies per educar a aquests teleespectadors tan joves.

## Evolució dels models televisius
La indústria televisiva ha sofert transformacions degut a les innovacions tecnològiques del s.XX. És per aquest motiu que la televisió ha anat perdent poder en la distribució de continguts en el sector audiovisual. No obstant això, la televisió s'ha recolzat de diferents factors centrant-se en la producció subjecte a les preferències dels espectadors. La tecnologia ha marcat les diferents etapes des del naixement de la televisió fins l'etapa actual:

### Broadcasting
La primera etapa originaria del model televisiu des del s.XX fins a la dècada dels 80 va ser el Broadcasting. La difusió analògica de continguts de forma exclusiva i dirigit a un públic de masses. Posteriorment van aparèixer les cadenes comercials i no més tard l'oligopoli de les cadenes privades. Aquest model televisiu es basava en un consum pasiu de l'espectador. No va ser fins l'arribada dels videograbadors (PVR) o el comandament a distància, i l'augment dels canals de televisió, que va fer possible que l'audiència prengués part de la selecció dels canals televisius que volia mirar.

### Narrowcasting
Durant els anys noranta sorgeixen noves tecnologies de distribució com el cable, el satèl·lit o la TDT en un context cada vegada més televisiu. Els espectadors cada vegada assumeixen un paper més actiu en les seves preferències i eleccions. Així doncs, és com la televisió es veu obligada a transformar-se per satisfer les predileccions de la seva audiència per competir amb les diferents cadenes televisives. La televisió de pagament emergeix durant aquesta etapa, la qual cosa fa segmentar el negoci exigint noves programacions temàtiques i la nova aparició d'una oferta més singular en contraposició a les ofertes generalistes que anomenarem Narrowcasting.

### Webcasting
És durant el s.XXI que apareix un nou model a conseqüència de la confluència dels mitjans audiovisuals i internet creant noves industries, mercats, gèneres: és el Webcasting. Actualment la televisió pot veure's en diferents dispositius o gadgets (tabletes, mòbils, ordinadors personals) en el qual la indústria té un control dels continguts, participació i intercanvi del consum de l'espectador destacat respecte a les anteriors etapes. És aquest fet i model que han generat nous hàbits de consum basats en plataformes mòbil i d'Internet.
| Model televisiu | Broadcasting                    | Narrowcasting             | Webcasting                        |
| --------------- | ------------------------------- | ------------------------- | --------------------------------- |
| Etapa històrica | anys 50                         | anys 90                   | s.XXI                             |
| Format          | Generalista                     | Temàtica i especialitzada | Hipertematitzada i personalitzada |
| Distribució     | Televisió                       | Televisió                 | Múltiples pantalles               |
| Consum          | Directe                         | Directe                   | Diferit                           |
| Model de consum | Pasiu                           | Pasiu                     | Pasiu i interactiu                |
| Target          | Públic de masses                | Públic concret            | Comunitats i individus            |
| Model econòmic  | Publicitat, canon i subvencions | Publicitat i abonats      | Publicitat i abonats              |